# Silverland
Silverland, skriven av Thomas G:son och Marcos Ubeda, var den låt som Roger Pontare framförde i den fjärde deltävlingen av Melodifestivalen 2006. Bidraget tog sig vidare till andra chansen men där tog det sig inte vidare till finalen. På försäljningslistan för singlar i Sverige låg den som högst på 31:a plats. På Svensktoppen tog sig melodin in den 21 maj 2006, och hamnade då på tionde plats . Gången därpå var den dock utslagen .
Under Melodifestivalen 2012 var låten med i "Tredje chansen".

## Listplaceringar
| Lista (2006) | Topplacering |
| ------------ | ------------ |
| Sverige      | 31           |